# 服制
服制（ふくせい）とは、衣服に関する制度・規則である。

## 日本
令制において、身分や位階に割り当てられた色を当色という。
- 冠位十二階
- 禁色
- 禁中並公家諸法度第9条
- 奢侈禁止令 - 贅沢禁止令であり、江戸時代の禁止令で庶民が着用する服の素材は木綿と麻、色は茶色、鼠色、藍色のみに制限される。庶民は、四十八茶百鼠と呼ばれる制限下の色を使ったバリエーションで対抗した[3]。
- 軽犯罪法第1条15号 - 資格がないのに警察などの制服を着用することは禁じられている。

## 中国
役人は公務中、階級によって色分けされた公服、補服を着用した。
この色分けは、時代によって変遷した。
- 605年には5品以上では赤・紫どちらでもよかった[4]。
- 610年には5品以上は紫、6-9品は緋・緑兼用、小吏は青、庶人は白、屠販・商売人は黒、士卒：黄と定められた[4]。
- 621年には、3品以上は紫、4-5品は朱、6-9品・小吏・庶民は黄[4]

唐時代武徳の時代（618年 - 626年）の初めに、黄色が皇帝専用色となり、庶民が黄色を着用することを禁じた。庶民は、藍色、白、黒などの単色に限られ、白衣は平民の代名詞となった。文様でも階級が表され、竜は皇帝のみに限られた。文官は鳥類、武官は獣で分類され、さらにそれぞれの動物の種類で階級を表した。

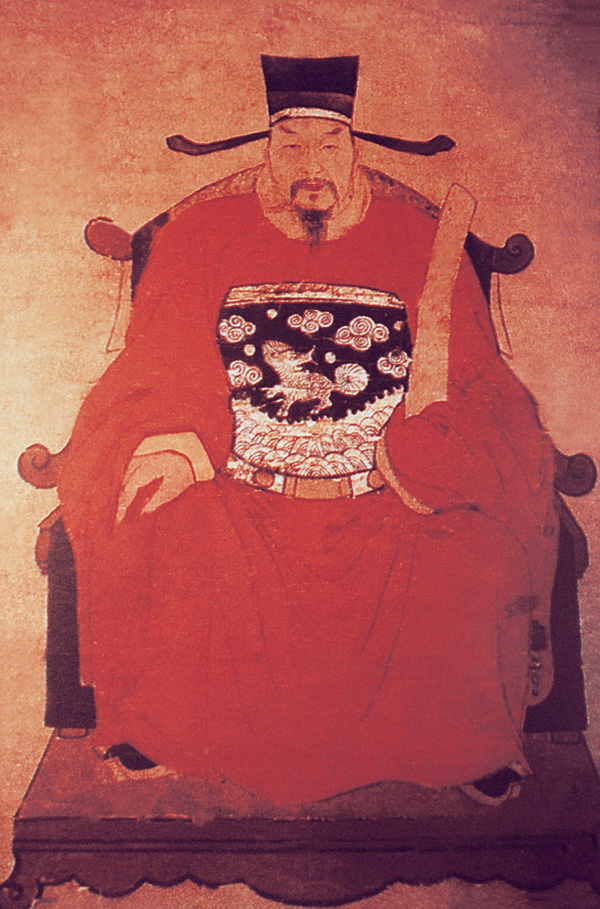
麒麟の補子を身に着けた明朝吏部尚書(一品より上の役職)王国光 (明朝)

補服には、補子と呼ばれる記章を胸と背に貼り付けることとなっていた。
| 品级   | 文官 | 武将 |
| ------ | ---- | ---- |
| 一     | 仙鹤 | 狮   |
| 二     | 锦鸡 | 狮   |
| 三     | 孔雀 | 虎豹 |
| 四     | 雲雁 | 虎豹 |
| 五     | 白鹇 | 熊   |
| 六     | 鷺鷥 | 彪   |
| 七     | 鸂鶒 | 彪   |
| 八     | 黄鹂 | 犀牛 |
| 九     | 鹌鹑 | 海馬 |
| 雑職   | 练鹊 |      |
| 風憲官 | 獬豸 |      |

| 品级   | 文官         | 武将         |
| ------ | ------------ | ------------ |
| 一     | 仙鹤         | 麒麟         |
| 二     | 锦鸡         | 狮           |
| 三     | 孔雀         | 豹           |
| 四     | 雲雁         | 虎           |
| 五     | 白鹇         | 熊罴         |
| 六     | 鷺鷥         | 彪           |
| 七     | 鸂鶒         | 犀牛         |
| 八     | 鹌鹑         | 犀牛         |
| 九     | 蓝雀         | 海馬         |
| その他 | 都御史は獬豸 | 都御史は獬豸 |

明律では、上位の階級に似た服を着用した場合の罰則があり、庶民は50回・役人は100回の鞭打ち、竜の文様をみだりに使った場合は極刑がありえた。